# 333089 Dean
333089 Dean este o planetă minoră (asteroid) din centura de asteroizi. A fost descoperită pe 7 ianuarie 2006 la Mount Lemmon⁠(d) de Mount Lemmon Survey⁠(d). 
Obiectul prezintă o orbită caracterizată de o semiaxă mare de 2,2988828862693 UAi, o excentricitate de 0,15768221567989, o înclinație de 5,0447113202033 ° în raport cu ecliptica.